# Thượng Bình
Thượng Bình là một xã thuộc huyện Bắc Quang, tỉnh Hà Giang, Việt Nam.

## Địa lý
Xã Thượng Bình nằm ở phía đông bắc huyện Bắc Quang, có vị trí địa lý:
- Phía đông giáp xã Hữu Sản
- Phía tây giáp xã Kim Ngọc
- Phía nam giáp xã Bằng Hành
- Phía bắc giáp huyện Vị Xuyên và xã Đồng Tiến.

Xã Thượng Bình có diện tích 47,87 km², dân số năm 2019 là 2.067 người, mật độ dân số đạt 43 người/km².

## Lịch sử
Ngày 29 tháng 1 năm 1997, Chính phủ ban hành Nghị định 8/1997/NĐ-CP về việc thành lập xã Thượng Bình trên cơ sở điều chỉnh 4.374,3 ha diện tích tự nhiên và 1.701 nhân khẩu của xã Bằng Hành.